# ماهور به قلم مخبرالسلطنه
ماهور به قلم مخبرالسلطنه کتابی است دربارهٔ نت‌نویسی مهدی‌قلی هدایت از هفت دستگاه موسیقی ایران، نوشته سمن پورعیسی که در بهار ۱۳۹۰ توسط فرهنگستان هنر منتشر شده‌است. این کتاب از نامزدهای دریافت جایزه دوره هجدهم کتاب فصل در زمینه موسیقی بود.

## زمینه
موسیقی ایرانی تا سده پیش به صورت شفاهی از نسلی به نسل دیگر منتقل می‌شده‌است. نخستین کسانی که قرنی پیش اقدام به نگارش ردیف موسیقی ایرانی کردند، علینقی وزیری و مهدی‌قلی هدایت بودند. نت‌نویسی هدایت اولین نسخه مکتوب از ردیف موسیقی ایران است که به‌طور کامل قابل دسترس و موجود می‌باشد. در کتاب ماهور به قلم مخبرالسلطنه شیوه ویژه نت‌نویسی هدایت از این موسیقی، با تمرکز بر دستگاه ماهور مورد مطالعه قرار گرفته‌است.